# 麻内駅
座標: 北緯46度47分56秒 東経141度55分8秒 / 北緯46.79889度 東経141.91889度
麻内駅（あさないえき）は、樺太本斗郡本斗町に存在した鉄道省樺太西線の駅。

## 歴史
- 1920年（大正9年）10月11日：樺太庁鉄道西海岸線本斗駅 - 真岡駅間開通により開業[1]。
- 1943年（昭和18年）4月1日：南樺太の内地化により、鉄道省に移管。
- 1945年（昭和20年）8月：ソ連軍が南樺太へ侵攻、占領し、駅も含め全線がソ連軍に接収される。
- 1946年（昭和21年）
  - 2月1日：日本の国有鉄道の駅としては、書類上廃止。
  - 4月1日：ソ連国鉄に編入。

## 駅名の由来
当駅の所在する地名からであり、地名はアイヌ語の「アッサンナイ」（川上にオヒョウの木のある川）、「アサウン・ナイ」（崖の所に入る川）、「アサム・ナイ」（入江（または沼）の奥の川）による。

## 運行状況
（1944年当時）
- 上りは本斗駅行き5本が運行されていた。
- 下りは野田駅行きと久春内駅行き各2本と北真岡駅行き1本が運行されていた。

## 隣の駅
鉄道省樺太鉄道局
樺太西線
阿幸駅 -  （南麻内駅） - 麻内駅 - 知根平駅